# 2019年のバスケットボール
< 2019年 | 2019年のスポーツ
2019年のバスケットボールでは、2019年のバスケットボール関連の出来事をまとめる。
2018年のバスケットボール - 2019年のバスケットボール - 2020年のバスケットボール

## できごと
- 1月13日 - 第94回天皇杯・第85回皇后杯 全日本バスケットボール選手権大会決勝で、男子は千葉ジェッツふなばしがリンク栃木ブレックスにオーバータイムの末71-69で3年連続3回目の優勝、女子はJX-ENEOSサンフラワーズがトヨタ自動車アンテロープスに86-65で勝ち6年連続23回目の優勝[1]。
- 2月3日 - 全米大学体育協会（NCAA）でグランブリング州立大学（英語版）のシャキーラ・ヒル(Shakyla Hill)が21得点・16リバウンド・13アシスト・10スティールを記録、自身1年ぶり2度目のクアドルプル・ダブルを達成[2]。
- 3月25日 - バスケットボール女子日本代表の元主将の吉田亜沙美が現役引退を表明[3]。
- 4月3日 - 日本女子バスケットボールリーグのJX-ENEOSサンフラワーズは、この日、4月1日付にて2019-2020シーズン新体制を決定したことを発表。2017-2018シーズンから2季ヘッドコーチを務めた佐藤清美を監督とし、梅嵜英毅（リオデジャネイロオリンピック日本女子代表コーチ）が新ヘッドコーチに就任したことを発表した[4]。
- 5月17日 - NBA・インディアナ・ペイサーズのタイリーク・エバンスが薬物規定違反により2年間の出場資格剥奪処分[5]。
- 6月20日 - 2019年のNBAドラフトでゴンザガ大学の八村塁が1巡目全体9位でワシントン・ウィザーズより指名された。日本人が指名されたのは岡山恭崇（1981年のドラフト）以来2人目、1巡目指名は初[6]。
- 9月19日 - アルバルク東京の馬場雄大がNBA・ダラス・マーベリックスと契約[7]。
- 10月8日、10日 - NBAの試合が日本で16年ぶりに開催され、2019年のNBAファイナル（英語版）優勝のトロント・ラプターズとヒューストン・ロケッツがプレシーズンゲームとして対戦した[8]。
- 10月23日 - NBA・ワシントン・ウィザーズの八村塁が公式戦初出場、日本人の出場は田臥勇太、渡邊雄太に次いで3人目、シーズン開幕戦に出場したのは初[9]。
- 12月6日 - アメリカ出身で宇都宮ブレックス所属のライアン・ロシターが日本国籍を取得[10]。

## 大会

### 日本
- 第94回天皇杯・第85回皇后杯全日本選手権（1月7日・さいたまスーパーアリーナ）[1]
  - 男子
    - 決勝：千葉ジェッツ 71（オーバータイム) - 69リンク栃木ブレックス
      - 千葉ジェッツは3年連続3回目の優勝。

  - 女子
    - 決勝：JX-ENEOSサンフラワーズ 86 - 65 トヨタ自動車アンテロープス
      - JX-ENEOSは6年連続23回目の優勝（共同石油、ジャパンエナジー、JOMO時代を含む）。
- B.LEAGUE FINAL（横浜アリーナ・5月11日）[11]
  - ：アルバルク東京 71 - 67千葉ジェッツ（2年連続2回目）

- 第72回全国高等学校バスケットボール選手権大会（12月23日 - 29日・東京都調布市・武蔵野の森総合スポーツプラザ）
  - 男子決勝： 福岡第一（高校総体優勝・福岡） 75 -  68福岡大大濠（福岡）[12]
    - 2年連続4回目

  - 女子決勝： 桜花学園（高校総体優勝・愛知） 72 - 67 岐阜女子（高校総体準優勝・岐阜）[13]
    - 3年ぶり22回目

### 日本以外
- 2019年のNBAファイナル（英語版）
  - トロント・ラプターズ 4 - 2 ゴールデンステート・ウォリアーズ
    - トロント・ラプターズは球団創設24年目で初優勝

- 2019年のWNBAファイナル（英語版）
  - ワシントン・ミスティクス 3 - 0 コネティカット・サン
    - ワシントン・ミスティクスは球団創設22年目で初優勝

### 国際大会
- 2019年FIBAバスケットボール・ワールドカップ
  - 決勝：スペイン 95 - 75 アルゼンチン
    - スペインは3大会ぶり2回目の優勝